# Campionato centroamericano e caraibico di calcio 1948
Il Campionato centroamericano e caraibico di calcio 1948 (CCCF Championship 1948) fu la quarta edizione della competizione calcistica per nazione organizzata dalla CCCF. La competizione si svolse in Guatemala dal 29 febbraio al 21 marzo 1948 e vide la partecipazione di cinque squadre: Antille Olandesi, Costa Rica, El Salvador, Guatemala e Panama.
A trionfare fu la Costa Rica guidata dal CT Hernán Bolaños, vincitrice per la seconda edizione consecutiva.
La CCCF organizzò questa competizione dal 1941 al 1961, anno in cui la CCCF si unì con la NAFC per formare la CONCACAF che istituì il Campionato CONCACAF a partire dal 1963.

## Formula
- Qualificazioni

Nessuna fase di qualificazione. Le squadre sono qualificate direttamente alla fase finale.
- Fase finale

Girone unico - 5 squadre: giocano partite di sola andata. La prima classificata si laurea campione CCCF.

## Stadi
| Città del Guatemala |
| ------------------- |
| Estadio Escolar     |
| Capienza: -         |
|                     |
| Città del Guatemala |

## Squadre partecipanti
| Pr. | Squadra          | Data di qualificazione certa | Partecipante in quanto | Partecipazioni precedenti al torneo | Ultima presenza |
| --- | ---------------- | ---------------------------- | ---------------------- | ----------------------------------- | --------------- |
| 1   | Costa Rica       | -                            | Qualificata di diritto | 3 (1941, 1943, 1946)                | Costa Rica 1946 |
| 2   | El Salvador      | -                            | Qualificata di diritto | 3 (1941, 1943, 1946)                | Costa Rica 1946 |
| 3   | Guatemala        | -                            | Qualificata di diritto | 2 (1943, 1946)                      | Costa Rica 1946 |
| 4   | Panama           | -                            | Qualificata di diritto | 2 (1941, 1946)                      | Costa Rica 1946 |
| 5   | Antille Olandesi | -                            | Qualificata di diritto | 1 (1941)                            | Costa Rica 1941 |

Nella sezione "partecipazioni precedenti al torneo", le date in grassetto indicano che la nazione ha vinto quella edizione del torneo, mentre le date in corsivo indicano la nazione ospitante.

## Fase finale

### Girone unico

#### Classifica
| Pos | Squadra          | P.ti | G | V | N | P | GF | GS | DR  |
| --- | ---------------- | ---- | - | - | - | - | -- | -- | --- |
| 1   | Costa Rica       | 11   | 8 | 5 | 1 | 2 | 25 | 11 | +14 |
| 2   | Guatemala        | 10   | 8 | 3 | 4 | 1 | 20 | 16 | +4  |
| 3   | Panama           | 8    | 8 | 4 | 0 | 4 | 19 | 24 | -5  |
| 4   | Antille Olandesi | 6    | 8 | 2 | 2 | 4 | 14 | 16 | -2  |
| 5   | El Salvador      | 5    | 8 | 2 | 1 | 5 | 6  | 17 | -11 |

#### Risultati
| Città del Guatemala 29 febbraio 1948 | Costa Rica | 3 – 1 | El Salvador | Estadio Escolar |

| Città del Guatemala 2 marzo 1948 | Panama | 0 – 7 | Costa Rica | Estadio Escolar |

| Città del Guatemala 2 marzo 1948 | Guatemala | 3 – 0 | El Salvador | Estadio Escolar |

| Città del Guatemala 4 marzo 1948 | Panama | 1 – 3 | Antille Olandesi | Estadio Escolar |

| Città del Guatemala 4 marzo 1948 | Guatemala | 1 – 1 | Costa Rica | Estadio Escolar |

| Città del Guatemala 5 marzo 1948 | Guatemala | 2 – 2 | Antille Olandesi | Estadio Escolar |

| Città del Guatemala 7 marzo 1948 | El Salvador | 1 – 2 | Panama | Estadio Escolar |

| Città del Guatemala 7 marzo 1948 | Costa Rica | 2 – 1 | Antille Olandesi | Estadio Escolar |

| Città del Guatemala 9 marzo 1948 | Guatemala | 4 – 3 | Panama | Estadio Escolar |

| Città del Guatemala 9 marzo 1948 | El Salvador | 1 – 0 | Antille Olandesi | Estadio Escolar |

| Città del Guatemala 11 marzo 1948 | Panama | 1 – 3 | Costa Rica | Estadio Escolar |

| Città del Guatemala 11 marzo 1948 | El Salvador | 2 – 0 | Antille Olandesi | Estadio Escolar |

| Città del Guatemala 13 marzo 1948 | Guatemala | 1 – 1 | El Salvador | Estadio Escolar |

| Città del Guatemala 14 marzo 1948 | Panama | 5 – 2 | Antille Olandesi | Estadio Escolar |

| Città del Guatemala 16 marzo 1948 | Panama | 2 – 0 | El Salvador | Estadio Escolar |

| Città del Guatemala 16 marzo 1948 | Guatemala | 3 – 2 | Costa Rica | Estadio Escolar |

| Città del Guatemala 18 marzo 1948 | El Salvador | 0 – 6 | Costa Rica | Estadio Escolar |

| Città del Guatemala 18 marzo 1948 | Guatemala | 2 – 2 | Antille Olandesi | Estadio Escolar |

| Città del Guatemala 20 marzo 1948 | Costa Rica | 1 – 4 | Antille Olandesi | Estadio Escolar |

| Città del Guatemala 21 marzo 1948 | Guatemala | 4 – 5 | Panama | Estadio Escolar |